# 박혜진 (배우)
박혜진(朴惠珍, 1958년 9월 21일 ~ )은 대한민국의 배우이다.

## 출연작

### 영화
- 《꽃손》 (2021년) - 광숙 역
- 《영화전대 춘화레인저》 (2021년, 단편 영화) - 춘화 역
- 《소풍같이》 (2020년) - 순주 역
- 《상주》 (2019년, 단편 영화)
- 《얼굴없는 보스》 (2019년) - 태규 모 역
- 《환절기》 (2018년) - 박씨 역
- 《그리다》 (2017년) - 앵두 역
- 《심장이 두근두근》 (2015년)
- 《연애》 (2015년)
- 《약장수》 (2015년) - 영자 역
- 《몽골리안 프린세스》 (2015년) - 하나 엄마 역
- 《헬머니》 (2015년) - 이사장어머니 역 (특별출연)
- 《실버벨》 (2014년) - 춘자 역
- 《국제시장》 (2014년) - 노인 끝순 역
- 《카트》 (2014년) - 청소원 2 역
- 《수상한 그녀》 (2014년) - 옥자 역
- 《비행운》 (2013년) - 엄마 역
- 《로맨스 조》 (2012년) - 로맨스 조 모 역
- 《오늘》 (2012년) - 노모 역
- 《려수》 (2011년) - 할머니 역
- 《카운트다운》 (2011년) - 건호 모 역
- 《도가니》 (2011년) - 교장 처 역
- 《기생령》 (2011년) - 장연 모 역
- 《소와 함께 여행하는 법》 (2010년) - 선호 고모 역
- 《된장》 (2010년) - 순대국밥집 주인 역
- 《하모니》 (2010년) - 유미 모 역
- 《차우》 (2009년) - 어머니 역
- 《슈퍼맨이었던 사나이》 (2008년) - 아파트 노파 역
- 《갸르송》 (2008년)
- 《장롱》 (1999년)

### 드라마
- 《경성크리처 시즌 2》 (2024년, Netflix) - 안테나 1 역
- 《우리, 집》 (2024년, MBC) - 정선희 역
- 《악귀》 (2023년, SBS) - 이태영의 큰할머니 역
- 《하늘의 인연》 (2023년, MBC) - 나숙자 역
- 《딜리버리 맨!》 (2023년, 지니 TV) - 박분자 역
- 《비밀의 집》 (2022년, MBC) - 지숙(윤복인)을 돌보는 할머니 역
- 《파친코》 (2022년, 애플 TV+) - 땅 주인 한금자 역
- 《소년심판》 (2022년, 넷플릭스) - 차태주의 어머니 역
- 《사랑의 꽈배기》 (2021년, KBS2) - 김순분 역
- 《너의 밤이 되어줄게》 (2021년~2022년, SBS) - 명자 역
- 《오징어 게임》 (2021년, 넷플릭스) - 조상우의 어머니 역
- 《미씽: 그들이 있었다》 (2020년, OCN) - 최미자 역
- 《미쓰리는 알고 있다》 (2020년, MBC) - 남기순 역
- 《포레스트》 (2020년, KBS2) - 산혁 할머니 역
- 《모두 다 쿵따리》 (2019년, MBC) - 서우선 회장 역
- 《청일전자 미쓰리》 (2019년, tvN) - 정 할머니 역
- 《자백》 (2019년, tvN) - 보육원 원장 역
- 《멈추고 싶은 순간 : 어바웃 타임》 (2018년, tvN)
- 《데릴남편 오작두》 (2018년, MBC) - 나중례 역
- 《슬기로운 감빵생활》 (2017년, tvN) - 이준호의 어머니 역
- 《KBS 드라마 스페셜 - 한여름의 꿈김》 (2016년, KBS2) - 김순정 역
- 《월계수 양복점 신사들》 (2016년, KBS2)
- 《KBS 드라마 스페셜 - 계약의 사내》 (2015년, KBS2) - 양석기 역
- 《울지 않는 새》 (2015년, tvN) - 한 여사 역
- 《이혼변호사는 연애중》 (2015년, SBS) - 장금희 역 (특별출연)
- 《실종느와르 M》 (2015년, OCN) - 마을주민 역
- 《최고의 결혼》 (2014년, TV조선) - 정순영 역
- 《트로트의 연인》 (2014년, KBS2) - 민박집 주인 역
- 《엔젤 아이즈》 (2014년, SBS) - 고시원에서 저혈당으로 쓰러진 할머니 환자 역
- 《응급남녀》 (2014년, tvN) - 심지혜의 어머니 역
- 《드라마 페스티벌 - 소년, 소녀를 다시 만나다》 (2013년, MBC) - 교감 역
- 《특수사건 전담반 TEN 2》 (2013년, OCN) - 문혜진의 어머니 김혜자 역
- 《백년의 유산》 (2013년, MBC) - 미카엘라 수녀 역
- 《제3병원》 (2012년, tvN) - 진혜인의 어머니 역
- 《유령》 (2012년, SBS) - 신효정의 어머니 역
- 《보통의 연애》 (2012년, KBS2) - 권대웅의 어머니 역
- 《해를 품은 달》 (2012년, MBC) - 상궁 역
- 《내게 거짓말을 해봐》 (2011년, SBS) - 첸 회장의 부인 역
- 《괜찮아, 아빠딸》 (2010년, SBS) - 모윤경 역
- 《도시락》 (2010년, MBC) - 병규의 어머니 역
- 《위기일발 풍년빌라》 (2010년, tvN) - 이순이 역
- 《천만번 사랑해》 (2010년, SBS) - 강호의 친 외할머니 역

## 수상
- 1984년 동아연극상 여자연기상